# Gerbillus gerbillus
Gerbillus gerbillus је врста глодара из породице мишева.

## Распрострањење
Ареал врсте Gerbillus gerbillus обухвата већи број држава. Врста има станиште у Египту, Јордану, Израелу, Либији, Судану, Алжиру, Мароку, Мауританији, Малију, Нигеру, Чаду, Тунису и (непотврђено) Еритреји.

## Станиште
Станишта врсте су полупустиње и пустиње.

## Угроженост
Ова врста није угрожена, и наведена је као последња брига јер има широко распрострањење.